# چیدینگستون
چیدینگستون (به انگلیسی: Chiddingstone) یک روستا و محله مدنی در بریتانیا است که در سونوکس واقع شده‌است. چیددینگتون ۱٬۲۵۰ نفر جمعیت دارد.